# Telorta mixtificata
Telorta mixtificata är en fjärilsart som beskrevs av Fernández 1932. Telorta mixtificata ingår i släktet Telorta och familjen nattflyn. Inga underarter finns listade i Catalogue of Life.